# 916 (فلم)
916 هو فيلم من نوع دراما أُصدر في 2012. الفيلم من إخراج وسيناريو M. Mohanan ‏.

## طاقم التمثيل
- موكيش
- أنوب مينون

## الإنتاج
موسيقى الفيلم التصويرية كانت من تأليف M. Jayachandran ‏.

## وصلات خارجية
- مقالات تستعمل روابط فنية بلا صلة مع ويكي بيانات